# Alucita phricodes
Alucita phricodes là một loài bướm đêm thuộc họ Alucitidae. Nó được tìm thấy ở Atherton Tableland in Queensland to Batemans Bay in New South Wales.
Sải cánh dài khoảng 10 mm.
Ấu trùng ăn the buds và flowers của Pandorea jasminoides và Pandorea pandorana.

## Hình ảnh

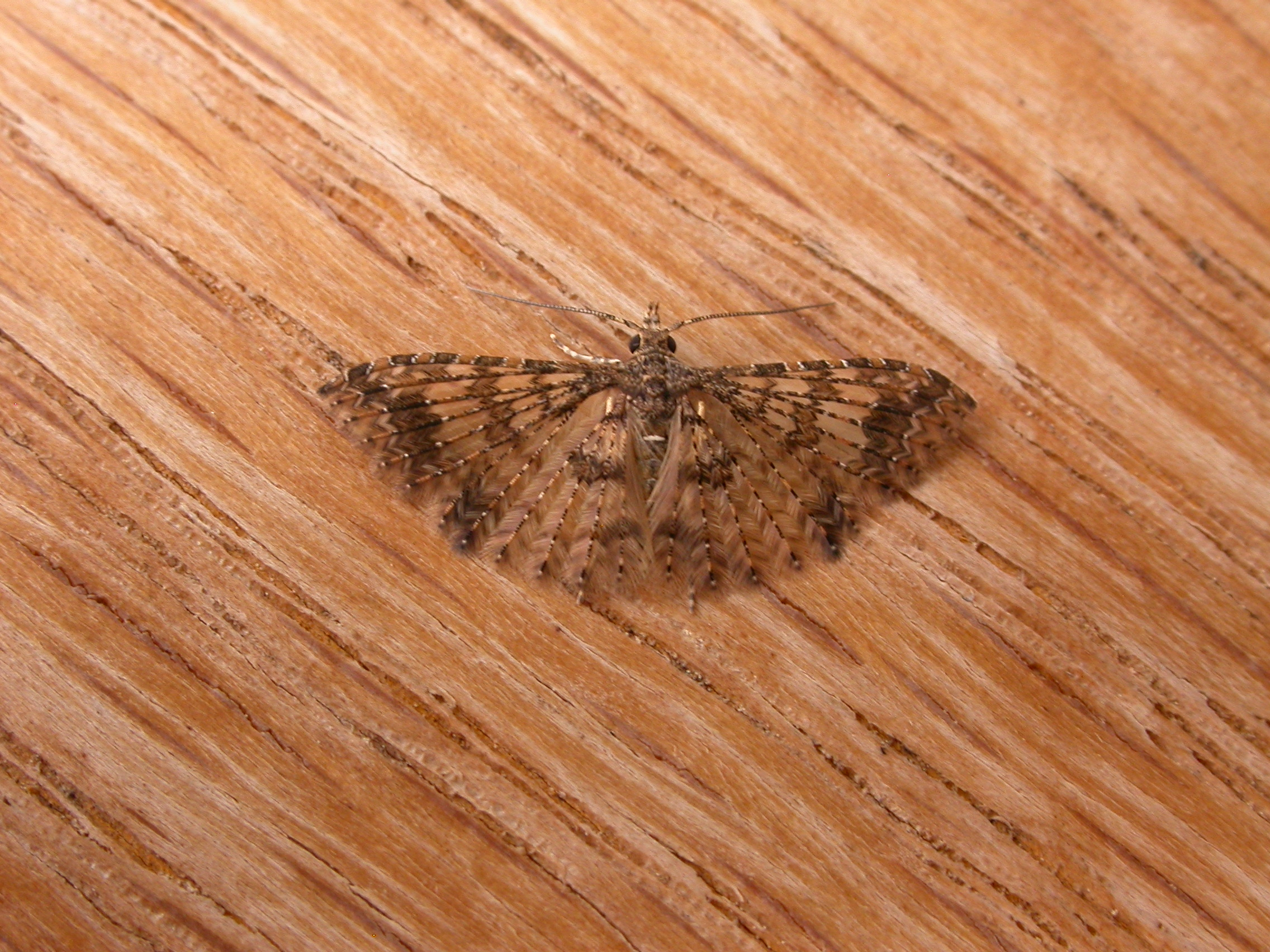